# Tchabany
Tchabany (en ukrainien : Чабани) est une commune urbaine de l'oblast de Kiev, en Ukraine. Sa population s'élevait à 5 100 habitants en 2021.

## Géographie
Tchabany est située à 12 km au sud-ouest du centre de Kiev. 

## Population
Recensements (*) ou estimations de la population :
| 1989* | 2001* | 2008  | 2009  |
| ----- | ----- | ----- | ----- |
| 3 285 | 3 655 | 3 486 | 3 577 |

| 2010  | 2011  | 2012  | 2013  |
| ----- | ----- | ----- | ----- |
| 3 631 | 3 699 | 3 875 | 4 048 |

| 2021  | - | - | - |
| ----- | - | - | - |
| 5 100 | - | - | - |